# Bernard Haitink
Bernard Johan Herman Haitink (født 4. marts 1929 i Amsterdam, død 21. oktober 2021) var en hollandsk dirigent og violinist.

## Tidlige liv
Haitink blev født i Amsterdam, søn af Willem Haitink og Anna Haitink. Han studerede musik på konservatoriet i Amsterdam. Han spillede violin ved forskellige orkestre, før han uddannede sig som dirigent under Ferdinand Leitner i 1954 og 1955.

## Privatliv
Haitink har fem børn fra sit første ægteskab med Marjolein Snijder. Han og hans fjerde kone, Patricia Bloomfield, advokat og tidligere bratschist i Covent Garden Opera orkester, boede i Luzern, Schweiz.